# Antas (Brasile)
Antas è un comune del Brasile nello Stato di Bahia, parte della mesoregione del Nordeste Baiano e della microregione di Ribeira do Pombal.